# 騒音障害防止管理者
騒音障害防止管理者（そうおんしょうがいぼうしかんりしゃ）とは、労働安全衛生法に定められた資格であり、騒音障害防止管理者労働衛生教育を修了した者の中から事業者により選任される。

## 受講資格
制限なし。誰でも受講できる。

## 講習
告示された講習時間は3時間以上である。

### 労働衛生教育
- 学科

1. 騒音の人体に及ぼす影響（30分）
2. 適正な作業環境の確保と維持管理（80分）
3. 聴覚保護具の使用及び作業方法の改善（40分）
4. 関係法令等（30分）